# Michael Sheehan
Michael Sheehan (ur. 17 grudnia 1870 w Waterford, zm. 1 marca 1945) – irlandzki duchowny rzymskokatolicki, w latach 1922-1937 arcybiskup koadiutor Sydney.

## Życiorys
Święcenia kapłańskie przyjął 16 czerwca 1895 w diecezji Waterford i Lismore w Irlandii. 22 lutego 1922 papież Pius XI mianował go arcybiskupem koadiutorem Sydney, gdzie miał posługiwać u boku abpa Michaela Kelly’ego. Otrzymał też stolicę tytularną Germia. Sakrę otrzymał 28 maja 1922, udzielił jej mu arcybiskup metropolita Dublina Edward Joseph Byrne. 7 lipca 1937 zrezygnował z urzędu i w wieku 66 lat przeszedł na emeryturę, nie doczekawszy się sukcesji na stanowisko arcybiskupa metropolity. Zmarł niespełna dziewięć lat później, pierwszego dnia marca 1945, przeżywszy 74 lata.